# Synthecium marginatum
Synthecium marginatum är en nässeldjursart som först beskrevs av George James Allman 1877.  Synthecium marginatum ingår i släktet Synthecium och familjen Syntheciidae. Inga underarter finns listade i Catalogue of Life.